# Cantón de Douai-Noreste
El cantón de Douai-Noreste era una división administrativa francesa, que estaba situada en el departamento de Norte y la región de Norte-Paso de Calais.

## Composición
El cantón estaba formado por cinco comunas, más una fracción de la comuna que le daba su nombre:
- Auby
- Douai (fracción)
- Flers-en-Escrebieux
- Râches
- Raimbeaucourt
- Roost-Warendin

## Supresión del cantón de Douai-Noreste
En aplicación del Decreto n.º 2014-167 de 17 de febrero de 2014, el cantón de Douai-Noreste fue suprimido el 22 de marzo de 2015 y sus 6 comunas pasaron a formar parte; cuatro del nuevo cantón de Orchies y dos del nuevo cantón de Douai.